# Muttahida Majlis-e-Amal
Muttahida Majlis-e-Amal (MMA) (urdu: متحدہ مجلس عمل ) (Conselho Unido da Ação) é uma coalizão entre partidos islâmicos, de tendência linha-dura, do Paquistão. A coalizão é contrária ao apoio paquistanês à chamada "guerra global contra o terror" e a aliança do presidente Pervez Musharraf com os Estados Unidos. O MMA governa a Província de Caiber Paquetuncuá.
Os cinco partidos que formam a coalizão são:
- Jamiat Ulema-e-Pakistan (barelwi.
- Jamiat Ulema-e-Islam (facção Maulana Fazlur Rehman, mais linha-dura que o Jamiat Ulema-e-Pakistan original).
- Jamaat-e-Islami. (pan-islamista).
- Tehrik-e-Islami (xiita).
- Jamiat Ahl-e-Hadeeth (wahabita).